# 长江水库 (钦州)
长江水库是中国广西壮族自治区钦州市钦南区境内的一座水库，位于大凤江支流上，建于1975年。水库正常库容为754万立方米，集雨面积为33平方千米，海拔为35米。